# Western Springs
Western Springs – wieś w Stanach Zjednoczonych, w stanie Illinois, w hrabstwie Cook.